# 登龍亭獅篭
登龍亭 獅篭（とうりゅうてい しかご、1971年（昭和46年）8月12日 - ）は、落語家、漫画家。登龍亭一門家元。名古屋文化短期大学声優・タレントコース講師。静岡県浜松市生まれ。出囃子∶「酒場でDABADA」または「俄獅子」。

## 経歴
浜松市立広沢小学校、浜松市立蜆塚中学校、静岡県立浜松湖東高校卒業。関東学院大学中退。
- 1994年（平成6年）6月に「落語立川流Aコース」に入門し、立川 志加吾と命名される。
- 1998年（平成10年）、漫画『山遊亭海彦』（原作立川談四楼、作画さだやす圭）の5巻巻末「おまけ漫画」がきっかけとなり、同社「モーニング」に漫画『風とマンダラ』を連載開始。漫画家としてデビューする。
- 1999年（平成11年）7月より2002年（平成14年）5月(No.142)まで、師匠である立川談志が「Web現代」に連載する『立川談志世相講談』のカットを担当する。
- 2001年4月26日には「TVチャンピオン 似顔絵職人選手権に出場（一回戦敗退）[2]。
- 2002年（平成14年）4月 - 2003年（平成15年）3月までNHK-BS2の番組『金曜アニメ館』の司会を担当。
- 活躍中の2002年（平成14年）5月、「第三次前座全員破門騒動」により立川流を破門となる。その後一部の活動を「CHICAGO」の名前で継続するも、立川流関連の連載は全て休止となる。
- その後2003年（平成15年）5月に破門者の復帰試験が実施され、受験するも不合格。
- 同年8月に名古屋を拠点に活動する噺家の雷門小福の門下に移り、雷門獅篭と改名。
- 2004年1月20日、東京・新宿永谷ホールで「獅篭の会（第1回）」開催[3]。
- 2004年（平成16年）11月13日に「第一回名古屋雷門祭り」を以て二つ目に昇進（ただし、実際に昇進が決定したのは2005年（平成17年）8月 - 2006年（平成18年）3月）。以降、名古屋市の大須演芸場を中心に活動する。
- 師・雷門小福の遺言には「真打認定」とあるが、現在真打制度を凍結中である。[4][5]
- 2004年（平成16年）11月22日、新宿永谷ホールで離婚記念落語会と離婚式を行い、離婚[6][7]。
- 2005年（平成17年）3月 マガジンハウスより『名古屋式。』を出版。
- 2006年（平成18年）9月号（実売7月）より、実話系4コマ漫画誌「本当にあった笑える話」（ぶんか社）に『雷とマンダラ』を連載開始。
- 2008年（平成20年）9月、『雷とマンダラ』単行本発行（巻数表記無し）。
- 2010年（平成22年）、東海地区に演芸を広めるためのグループ「海演隊」を結成。メンバーは、雷門獅篭（落語）、雷門幸福（落語）、雷門福三（落語）、古池鱗林（講談、現：旭堂鱗林）、柳家三亀司（江戸曲独楽）。
- 2011年11月に最初の師匠の立川談志が、翌年の2012年4月に師匠の雷門小福が相次いで死去。
- 2012年（平成24年）1月より、拠点とする名古屋市と出身地の浜松市で36か月連続の独演会を開催。2014年12月までの3年間で古典・創作含め同じネタを演じることなく毎月3席合計108席（×2回）を演じた[8]。
- 2014年（平成26年）2月3日、拠点としていた大須演芸場が閉鎖となる。
- 2014年（平成26年）、「本当にあった笑える話」10月号（実売8月）をもって『雷とマンダラ』の連載終了。
- 2015年（平成27年）9月22日、新生大須演芸場が開場。開場公演（夜の部）の「名古屋芸人開場特別寄席」でトリを勤めた。
- 2015年（平成27年）9月、「中日新聞プラス（電子版）」に『雷門獅篭のなごや落語だポン！』を連載。（～2018年8月）
- 2019年（平成31年）4月、名古屋市守山区[9]から瀬戸市に転居。瀬戸市銀座通り商店街に「出世似顔絵屋」をオープン、アトリエとして漫画・絵画の創作活動の拠点とする[10]。
- 2020年1月1日 - 大須シネマでのカウントダウン寄席で、4月1日より名古屋雷門に所属する落語家全員（獅篭・幸福・福三・獅鉄）が、亭号を「登龍亭」に改めることを発表した[11]。
- 当初は3月に披露パーティーを行ったのち、改名当日および4月2日に「登龍亭御披露目公演」を大須演芸場で行う予定であったが、新型コロナウイルス感染症の拡大防止のための方針に伴い、いったん中止となった[12]。
- 4月1日に大須演芸場で無観客収録の口上を行いyoutubeで配信、登龍亭獅篭となる[13]。
- 2020年より、名古屋市の画廊で漫画・イラストの展覧会（と落語会）を毎年定期的に開催している。
- 2020年10月1日～4日、東京から談志門下時代の兄弟子でかつ現在唯一登龍亭につながる名跡を襲名している10代目土橋亭里う馬を招いて、大須演芸場で登龍亭御披露目公演を開催[14]。パーティーは中止となった。
- 2021年6月、瀬戸市アトリエに「無人ぱんつ（販売所)」をオープン。男性用パンツとオリジナルマスクを販売する[15]。2023年頃から販売する商品をオリジナルTシャツ中心に変更している。

## その他
- 生家は写真館を営んでいた[16][17]。双子の妹がいる。隣家の理髪店の幼なじみだった娘の子どもが2013年に柳家花緑に入門、柳家緑助となっている。[18]
- 落語家の瀧川鯉昇は中学校の先輩にあたり、それぞれの実家は300mほどしか離れていない[19]。
- 落語立川流を破門された後、名古屋近辺にやってきた理由は、出身地の浜松市に近い事からである。同時期に破門された立川談号（現登龍亭幸福）が岐阜県各務原市出身、当時の雷門獅篭の妻[6]が三重県出身ということから、3人で相談して中間地点である名古屋に決めたという。
- 雷門小福は弟子を取らない噺家であり、入門は困難であった。しかし小福の「東京で漫画を描いている噺家がいる。その噺家なら使えるかも」という言葉がきっかけで入門が許された（志加吾は「……それ、私のことです」と答えたそうである）。また、「志加吾」という名前に愛着があったため、改名の際に命名者である元師匠の立川談志に相談。「「しかご」という読みのまま別の漢字なら良い」ということから雷門獅篭と名乗ることとなった。
- アニメ「プラネテス」13話に出演し、ラジオから流れる落語を演じている。
- 2000年に発売された日本酒「作（ざく）」の音が「ザク」と同じだとガンダムファンに話題になったが、最初に取り上げたのは獅篭の漫画である[20]。
- 2016年より、誕生日の８月12日前後には毎年大須演芸場で「雷門獅篭誕生日公演[21]」を開催、落語のみならず大衆演劇や舞踊を演じている[22]。
- 2017年3月、瀬戸市出身の藤井聡太が四段昇進の祝賀会の際に引き出物として限定200個作ったマグカップに似顔絵を描き、藤井が連勝記録を伸ばすと同時に似顔絵作家としても話題となった[23]。商店街に掲げる旗を描くなど、藤井の応援活動に積極的に関与しており[24]、瀬戸市在住の一般市民としてテレビのニュース映像に映り込んだり、報道写真に撮影されたこともある。
- 2017～18年の間、神田松之丞（当時、現：六代目神田伯山）のツイッターアイコンが雷門獅篭による似顔絵だった時期がある。獅篭が落語会のチラシ用に描いたものを[25][26]、松之丞が許可を得て利用していた。
- 2017年9月、高知県の早明浦ダムを上空から撮影した写真のツイート[27]に「四国にマジでドラゴンいた！」とコメントをつけたところ6万以上のリツイートとなり、獅篭が撮影した写真を使ったダムカード「早明浦ダムカード Ver.四国ドラゴン」が作成され「大川村 むらの駅」で配布された[28]。
- 落語好きの代表により客室や設備の名前が落語に由来したものになっている山形県の小野川温泉「鈴の宿 登府屋旅館」で、2023年4月にオープンした男性用サウナが獅篭の落語にちなんだ『風とマンダラ』と命名された[29]。獅篭は看板文字を揮毫、9月に旅館を訪れて立川こしらと落語会を開催している[30]。
- 名古屋に来てから創作し続けた地元ネタの新作落語を「尾張落語」として2023年頃からより積極的に演じている。2024年7月には登龍亭幸福・登龍亭福三・旭堂鱗林と共に「尾張落語 尾張講談を聴く会」[31]を大須演芸場で初開催。会場には杉本昌隆[32]や河村たかしもかけつけた。
- 2023年、桂文吾との共演時に高座後の文吾の踊り（新舞踊）に魅せられ、自らも高座後の踊りを始める[33]。大衆演劇の経歴を持つ登龍亭ゆり篭入門後は、彼女が振付を行っている。

## 芸歴
- 1994年6月 - 七代目立川談志に入門、前座名「志加吾」。
- 2002年5月 - 談志門下を破門になる。
- 2003年8月 - 雷門小福門下に移籍し、「獅篭」と改名。以降中京地域を活動の拠点とする。
- 2020年4月 - 「登龍亭獅篭」に改名。

## 出演

### ラジオ
- サンキューイブニング 火曜日（尾張東部放送（ラジオサンキュー））　＊うち「藤井聡太全力応援！ [34]」は、ラジオサンキューのYoutubeチャンネルから生配信されている。

### テレビ
- キャッチ！「町の陽だまり」（中京テレビ）- ナレーター

## 著書

### 立川志加吾 名義
- 風とマンダラ 講談社モーニングワイドKCより全4巻
  1. 2000年 ISBN 4-06-337440-8
  2. 2000年 ISBN 4-06-337455-6
  3. 2001年 ISBN 4-06-337467-X
  4. 2002年 ISBN 4-06-337484-X

### 雷門獅篭 名義
- 名古屋式。 マガジンハウス 2005年 ISBN 978-4-8387-1577-0
- 雷とマンダラ ぶんか社 2008年 ISBN 978-4-8211-8683-9
- ご勝手名人録 寄席を仰天させた12人の破天荒者たち ぶんか社 2012年 ISBN 978-4-8211-4348-1

### 寄稿
- 竹内誠「粗忽拳銃」（集英社文庫、2003年10月）ISBN 978-4087476309 - 解説
- 筒井漫画瀆本 ふたたび 実業之日本社 2010年 ISBN 978-4-4086-1272-0 - 「落語・伝票あらそい」を収録

### その他
- 鶴田真也「あっぱれ、ナゴヤ！こんなにあるぞ　日本一、日本初」（中日新聞社、2025年5月） -「『黄金餅』元ネタは名古屋？ 江戸を舞台にした落語の名作」 p111～122

## 弟子
- 登龍亭獅鉄

### 前座
- 登龍亭篭二（かごじ） 2021年5月4日命名[35] - 休業中
- 登龍亭篭登（かごと） 2023年4月12日命名
- 登龍亭ゆり篭（ゆりかご） 2024年4月19日命名　女性